# Portazgo
Portazgo – stacja metra w Madrycie, na linii 1. Znajduje się w dzielnicy Puente de Vallecas, w Madrycie i zlokalizowana jest pomiędzy stacjami Nueva Numancia, a Buenos Aires. Została otwarta 2 lipca 1962.